# Šestoe ijulja
Šestoe ijulja (Шестое июля) è un film del 1968 diretto da Julij Jur'evič Karasik.